# 오노다정 (야마구치현)
오노다정(小野田町)은 야마구치현 서부 아사군에 속해있던 정이다. 현재의 산요오노다시 남동부에 해당한다.

## 역사
- 1889년 4월 1일 - 정촌제 시행에 의해 니시스에촌이 단독으로 자치체를 형성하여 스에촌이 성립하였다.
- 1920년 4월 3일 - 스에촌이 정으로 승격해 오노다정으로 개칭되었다.
- 1940년 11월 3일 - 다카치호정과 합병해 오노다시가 성립, 동일 오노다정은 폐지되었다.

## 교통

### 철도
- 오노다 철도
  - 오노다 철도선
- 우베 전기철도
  - 우베 전기철도선

## 참고문헌
- 角川日本地名大辞典 35 山口県